# Gagarinskij rajon (Oblast' di Smolensk)
Il Gagarinskij rajon (in russo Гагаринский район?) è un rajon dell'Oblast' di Smolensk, nella Russia europea; il capoluogo è Gagarin. Istituito nella forma attuale nel 1929, ricopre una superficie di 2.904 chilometri quadrati.